# Gunnera herteri
Gunnera herteri är en gunneraväxtart som beskrevs av Cornelius Osten. Gunnera herteri ingår i släktet gunneror, och familjen gunneraväxter. Inga underarter finns listade.